# Vidrio (arte)
El término arte de vidrio se usa generalmente para referirse a los trabajos de arte moderno, normalmente creaciones únicas, total o principalmente realizadas en vidrio. Se distingue del vidrio soplado en que este arte comprende piezas más pequeñas o de las cuales se hacen unidades en masa para su venta. El arte de vidrio está más dirigido para ser exhibido en espacios públicos que en hogares.

También puede referirse al arte de la vidriería, si se trata de una de las artes menores.

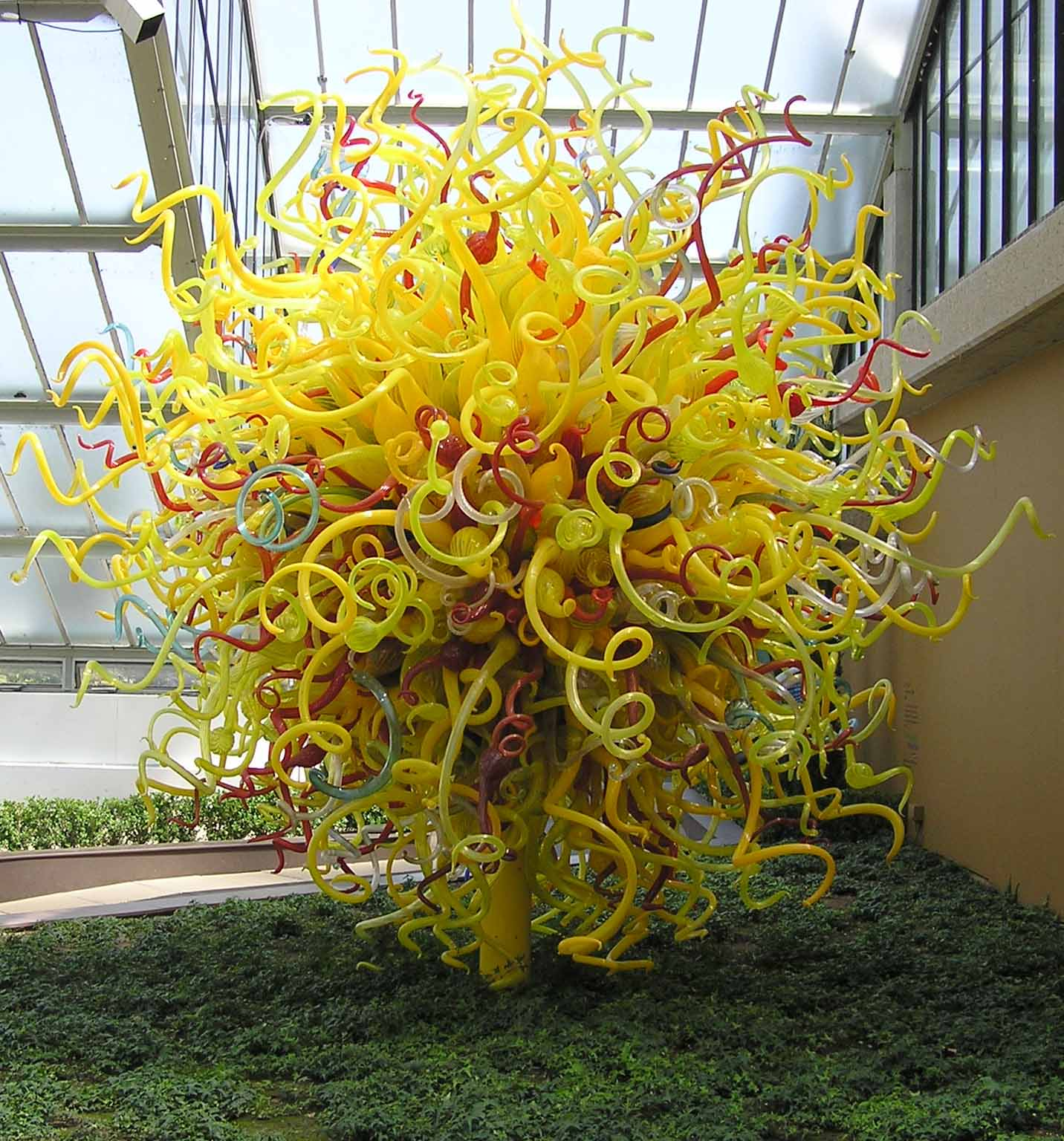
Escultura de vidrio Dale Chihuly.

En esta técnica, se busca crear piezas de vidrio donde se genere una riqueza en color mediante los rayos del sol. Con una máquina que raspa la superficie del vidrio, éste se debe pulir o devastar hasta llegar a la forma deseada.

## Vitrales
Los vitrales son paneles de vidrio decorados artísticamente producidos de manera individual para uso interior, ya sea en hoteles, cruceros, restaurantes o bares nocturnos. Las técnicas de decoración utilizadas pueden incluir tallado, grabado y serigrafiado.

## Esculturas de vidrio
Las esculturas de vidrio son estatuas o monumentos singulares de vidrio, tales como los de Livio Seguso y la asociación de Stanislav Libenský y Jaroslava Brychtová, que son considerados arte del vidrio. 
Nuevamente son piezas únicas, cuyo diseño es tan avant-garde  que se pueden considerar completamente como "objetos de arte", mientras que el hecho de que sean de vidrio, un material muy unido a la construcción, es una consideración secundaria. Un buen ejemplo de ello es el Object que René Roubícek produjo en 1960, el cual es una pieza soplada y trabajada en caliente de 52.2 cm que se exhibió en la exposición "Diseño en la era de la adversidad" en el 2005 en el Museo Corning de Vidrio (Corning Museum of Glass).
En España existe un museo dedicado a este arte, el Museo de Arte en Vidrio situado en el Parque de los Castillos de Alcorcón.

## Vidrio tejido

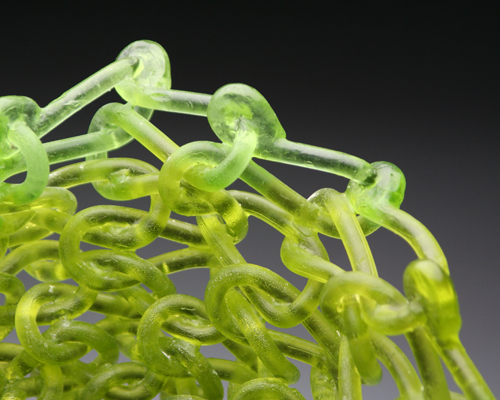
Vidrio 'tejido' de Carol Milne.

El Vidrio tejido es una técnica desarrollada en el año 2006 por Carol Milne. El vidrio tejido incorpora técnicas de fundido, vaciado, tejido de punto y moldeado.